# Mountainbike-Weltmeisterschaften 2020
Die 33. Mountainbike-Weltmeisterschaften fanden vom 5. bis 11. Oktober 2020 im österreichischen Leogang statt.
Die Austragung in der Wettbewerbe im Cross-Country und E-Mountainbike war ursprünglich für den 25. bis 28. Juni in Albstadt geplant. Wegen der Corona-Pandemie wurden diese zunächst abgesagt und dann in die Weltmeisterschaften im Downhill vom 7. bis 11. Oktober 2020 in Leogang integriert.
Die Wettbewerbe im Fourcross waren vom 11. bis 13. September in Val di Sole geplant, konnten aber aufgrund der Corona-Pandemie nicht durchgeführt werden.

## Ergebnisse Cross-Country (olympisch)

### Männer Elite
| Platz | Land        | Sportler          | Zeit         |
| ----- | ----------- | ----------------- | ------------ |
| 1     | Frankreich  | Jordan Sarrou     | 1:25:37 Std. |
| 2     | Schweiz     | Mathias Flückiger | + 0:45 min   |
| 3     | Frankreich  | Titouan Carod     | + 0:55 min   |
| 12    | Deutschland | Maximilian Brandl | + 3:14 min   |
| 34    | Osterreich  | Maximilian Foidl  | + 7:12 min   |

### Frauen Elite
| Platz | Land        | Sportlerin             | Zeit         |
| ----- | ----------- | ---------------------- | ------------ |
| 1     | Frankreich  | Pauline Ferrand-Prévot | 1:27:33 Std. |
| 2     | Italien     | Eva Lechner            | + 3:01 min   |
| 3     | Australien  | Rebecca McConnell      | + 3:01 min   |
| 4     | Schweiz     | Sina Frei              | + 3:46 min   |
| 18    | Deutschland | Nadine Rieder          | + 9:25 min   |
| 24    | Osterreich  | Elisabeth Osl          | + 11:33 min  |

### Männer U23
| Platz | Land                   | Sportler            | Zeit         |
| ----- | ---------------------- | ------------------- | ------------ |
| 1     | Vereinigtes Konigreich | Thomas Pidcock      | 1:08:15 Std. |
| 2     | Vereinigte Staaten     | Christopher Blevins | + 1:52 min   |
| 3     | Schweiz                | Joel Roth           | + 3:05 min   |
| 12    | Deutschland            | David List          | + 5:53 min   |
| 27    | Osterreich             | Mario Bair          | + 9:25 min   |

### Frauen U23
| Platz | Land        | Sportlerin                 | Zeit         |
| ----- | ----------- | -------------------------- | ------------ |
| 1     | Frankreich  | Loana Lecomte              | 1:13:34 Std. |
| 2     | Ungarn      | Kata Blanka Vas            | + 1:11 min   |
| 3     | Niederlande | Ceylin del Carmen Alvarado | + 2:42 min   |
| 5     | Schweiz     | Noëlle Buri                | + 5:32 min   |
| 13    | Osterreich  | Anna Spielmann             | + 8:32 min   |
| 14    | Deutschland | Nina Benz                  | + 8:41 min   |

### Junioren
| Platz | Land        | Sportler           | Zeit         |
| ----- | ----------- | ------------------ | ------------ |
| 1     | Deutschland | Lennart-Jan Krayer | 1:16:39 Std. |
| 2     | Schweiz     | Janis Baumann      | + 0:40 min   |
| 3     | Frankreich  | Luca Martin        | + 1:24 min   |
| 12    | Osterreich  | Daniel Churfürst   | + 7:26 min   |

### Juniorinnen
| Platz | Land        | Sportlerin         | Zeit         |
| ----- | ----------- | ------------------ | ------------ |
| 1     | Osterreich  | Mona Mitterwallner | 1:15:55 Std. |
| 2     | Deutschland | Luisa Daubermann   | + 1:56 min   |
| 3     | Norwegen    | Aneta Novotná      | + 2:36 min   |
| 14    | Schweiz     | Annika Liehner     | + 9:51 min   |

## Ergebnisse Cross-Country Staffel (Mixed)
| Platz | Land        | Sportler                                                                                   | Zeit         |
| ----- | ----------- | ------------------------------------------------------------------------------------------ | ------------ |
| 1     | Frankreich  | Mathis Azzaro Luca Martin Loana Lecomte Lena Gerault Olivia Onesti Jordan Sarrou           | 1:27:34 Std. |
| 2     | Italien     | Luca Braidot Eva Lechner Filippo Agostinacchio Nicole Pesse Marika Tovo Juri Zanotti       | + 1:35 min   |
| 3     | Schweiz     | Luke Wiedmann Thomas Litscher Sina Frei Noëlle Buri Elisa Alvarez Alexandre Balmer         | + 2:06 min   |
| 6     | Osterreich  | Maximilian Foidl Mario Bair Lukas Hatz Corina Druml Mona Mitterwallner Cornelia Holland    | + 3:58 min   |
| 8     | Deutschland | Alex Bregenzer Louis Krauss Luisa Daubermann Leonie Daubermann Nadine Rieder Julian Schelb | + 6:06 min   |

## Ergebnisse Downhill

### Männer Elite
| Platz | Land                   | Sportler           | Zeit         |
| ----- | ---------------------- | ------------------ | ------------ |
| 1     | Vereinigtes Konigreich | Reece Wilson       | 3:51,234 min |
| 2     | Osterreich             | David Trummer      | + 3,197 s    |
| 3     | Frankreich             | Rémi Thirion       | + 5,953 s    |
| 9     | Deutschland            | Johannes Fischbach | + 19,185 s   |
| 25    | Schweiz                | Noel Niederberger  | + 21,116 s   |

### Frauen Elite
| Platz | Land        | Sportlerin       | Zeit         |
| ----- | ----------- | ---------------- | ------------ |
| 1     | Schweiz     | Camille Balanche | 5:08,462 min |
| 2     | Frankreich  | Myriam Nicole    | + 3,130 s    |
| 3     | Slowenien   | Monika Hrastnik  | + 16,966 s   |
| 6     | Deutschland | Raphaela Richter | + 31,092 s   |

### Junioren
| Platz | Land                   | Sportler          | Zeit         |
| ----- | ---------------------- | ----------------- | ------------ |
| 1     | Irland                 | Oisin O Callaghan | 4:02,142 min |
| 2     | Vereinigtes Konigreich | Dan Slack         | + 2,141 s    |
| 3     | Vereinigtes Konigreich | James Elliott     | + 10,705 s   |
| 10    | Osterreich             | Gabriel Wibmer    | + 22,870 s   |
| 13    | Deutschland            | Luis Kiefer       | + 26,421 s   |
| 49    | Schweiz                | Joshua Koradi     | + 93,597 s   |

### Juniorinnen
| Platz | Land        | Sportlerin       | Zeit           |
| ----- | ----------- | ---------------- | -------------- |
| 1     | Frankreich  | Lauryne Chappaz  | 5:41,502 min   |
| 2     | Osterreich  | Sophie Gutöhrle  | + 46,809 s     |
| 3     | Frankreich  | Léona Pierrini   | + 53,812 s     |
| 8     | Deutschland | Anastasia Thiele | + 3:40,744 min |

## Ergebnisse Four Cross
Rennen wegen COVID-19 abgesagt

## Ergebnisse E-MTB Cross-Country

### Männer
| Platz | Land                   | Sportler         | Zeit         |
| ----- | ---------------------- | ---------------- | ------------ |
| 1     | Vereinigtes Konigreich | Thomas Pidcock   | 1:01:41 Std. |
| 2     | Frankreich             | Jérôme Gilloux   | + 0:35 min   |
| 3     | Danemark               | Simon Andreassen | + 0:49 min   |
| 5     | Schweiz                | Joris Ryf        | + 2:49 min   |
| 23    | Deutschland            | Matthias Alberti | + 12:14 min  |

### Frauen
| Platz | Land        | Sportler             | Zeit         |
| ----- | ----------- | -------------------- | ------------ |
| 1     | Frankreich  | Mélanie Pugin        | 0:56:33 Std. |
| 2     | Schweiz     | Kathrin Stirnemann   | + 0:27 min   |
| 3     | Schweiz     | Nathalie Schneitter  | + 1:15 min   |
| 4     | Deutschland | Sofia Wiedenroth     | + 4:04 min   |
| 10    | Osterreich  | Jacqueline Mariacher | - 1 Runde    |

## Medaillenspiegel
| Platz | Land                   | Gold | Silber | Bronze | Gesamt |
| ----- | ---------------------- | ---- | ------ | ------ | ------ |
| 1     | Frankreich             | 6    | 3      | 3      | 12     |
| 2     | Vereinigtes Königreich | 3    | 1      | 1      | 5      |
| 3     | Schweiz                | 1    | 4      | 2      | 7      |
| 4     | Österreich             | 1    | 2      | -      | 3      |
| 5     | Australien             | 1    | 1      | 1      | 3      |
| 6     | Deutschland            | 1    | 1      | –      | 2      |
| 7     | Irland                 | 1    | -      | -      | 1      |
| 8     | Italien                | -    | 2      | -      | 2      |
| 9     | Dänemark               | -    | 1      | -      | 1      |
| 9     | Vereinigte Staaten     | -    | 1      | -      | 1      |
| 9     | Ungarn                 | -    | 1      | -      | 1      |
| 12    | Norwegen               | -    | -      | 1      | 1      |
| 12    | Slowenien              | -    | -      | 1      | 1      |
| 12    | Niederlande            | -    | -      | 1      | 1      |
| 12    | Australien             | -    | -      | 1      | 1      |